# Johannes Heinrich Luther
Johannes Heinrich Luther (* 12. Februarjul. / 24. Februar 1861greg. in Tallinn, Gouvernement Estland; † 29. Mai 1932 in Bad Cranz, Ostpreußen) war ein deutschbaltischer lutherischer Pfarrer und Theologe.

## Leben

### Herkunft und Familie
Johannes Luther wurde als jüngster Sohn des estländischen Unternehmers und Kaufmanns Alexander Martin Luther (1810–1876) und dessen dritter Ehefrau Henriette Caroline Luther, geborene Steding, (1825–1905) geboren. Seine beiden Brüder Christian Wilhelm Luther (1857–1914) und Carl Wilhelm Luther (1859–1903) führten das florierende Unternehmen des Vaters nach dessen Tod weiter.
Luther war mit Maria Magdalena Krause (1861–1912) verheiratet, die aus einer angesehenen deutschbaltischen Theologenfamilie stammte. Aus der Ehe ging der Sohn Carlos Luther hervor.

### Werdegang
Johannes Heinrich Luther wählte eine theologische Laufbahn.
Er besuchte von 1871 bis 1879 das renommierte Gouvernements-Gymnasium in Tallinn (deutsch Reval). Anschließend studierte er von 1880 bis 1885 Evangelische Theologie an der Kaiserlichen Universität Dorpat. Am 13. Juli 1886 wurde er ordiniert.
Von 1886 bis 1913 war Luther Pfarrer der Kirchengemeinde von Kadrina (Sankt Katharinen). Von 1913 bis 1918 war er Pfarrer der Johannes-Gemeinde in der ostestnischen Stadt Narva. 1918 war er gleichzeitig Propst der Propstei Narva-Alutaguse.
1918 wanderte Luther mit der Ausrufung der Republik Estland nach Deutschland aus. Er ließ sich in Ostpreußen nieder. Von 1918 bis 1926 war er Pfarrer an der  Kirche Karkeln (heute Myssowka in der Oblast Kaliningrad). 1926 ging er in den Ruhestand. Bis zu seinem Tod 1932 lebte er im nahegelegenen Seebad Cranz, dem heutigen Selenogradsk.